# 利利鎮區 (密歇根州)
利利鎮區（英語：Lilley Township）是位於美國密歇根州紐威哥縣的一個行政鎮區。

## 地方資料
利利鎮區的面積為92.10平方千米，當中陸地面積為89.30平方千米，而水域面積為2.80平方千米。根據2020年美國人口普查的數據，當地共有人口835人，而人口密度為每平方千米9.07人。